# Macheret Trench
Das Macheret Trench (bulgarisch падина Мачерет padina Matscheret) ist eine vollständig durch Gletschereis überdeckte Senke auf der Livingston-Insel im Archipel der Südlichen Shetlandinseln. Sie verläuft unter dem Perunika-Gletscher mit einer Maximaltiefe von 120 m unterhalb des Meeresspiegels nördlich des Rezen Knoll über eine Länge von 3,8 km in südöstlicher Richtung bis nahe dem Wörner Gap.
Russische, spanische und usbekische Wissenschaftler kartierten sie in einem gemeinsamen Sonarortungsprojekt. Die bulgarische Kommission für Antarktische Geographische Namen benannte sie 2012 nach dem russischen Glaziologen Juri Matscheret, unter dessen Leitung die Senke 2006 entdeckt worden ist.